# Perralderia garamantum
Perralderia garamantum là một loài thực vật có hoa trong họ Cúc. Loài này được Asch. mô tả khoa học đầu tiên năm 1881.